# Paquete de Maule
Le bateau à roues à aubes Paquete de Maule est un navire marchand de la marine chilienne construit aux États-Unis en 1861 pour caboter le long de la côte chilienne.

## Historique
Converti en navire-auxiliaire durant la guerre hispano-sud-américaine dans la flotte chilienne, il a été capturé par la flotte espagnole le 9 mars, durant la seconde expédition de Chiloé par la frégate à hélices Blanca, dans les eaux du golfe d'Arauco. 
Après la bataille de Callao du 2 mai 1866, il a été incendié et coulé le 10 mai par les espagnols près de l'Île San Lorenzo car il ne pouvait pas être transporter jusqu'en Espagne.